# Jason et Pélias
Jason et Pélias est une fresque trouvée dans la maison de Jason à Pompéi et conservée au musée archéologique national de Naples.

## Histoire et description
La fresque a été réalisée dans le premier quart du Ier siècle, entre 20 et 25, sur le mur ouest du triclinium de la Maison de Jason, la même pièce d'où viennent Phénix, Achille et Penthésilée ; à la suite des fouilles archéologiques de la maison, l'œuvre a été détachée de son emplacement d'origine pour créer une peinture.
Le thème de l'œuvre est celui du mythe de Jason : la maison tire son nom de cette fresque, remplaçant celle initiale de L'Amour fatal. La scène représente l'arrivée de Jason à la cour de Pélias lors d'un sacrifice. Elle suit le schéma pyramidal hellénistique classique, au sommet duquel Pélias est peint entre ses deux filles, vêtu d'une tunique, d'un manteau rouge et d'un double kolpos. Il regarde Jason, en bas à droite, vêtu d'une chlamyde rouge à bordure bleue, une seule sandale au pied, détail qui dans la prophétie indique celui qui usurpera le trône du roi. À côté de Jason se trouve l'officiant, avec une couronne de feuilles sur la tête, qui pose une patera sur l'autel où doit avoir lieu le sacrifice : près de la table sont également reconnaissables une branche de laurier, une oenochoé et une situle. En bas à gauche, il y a un autre officiant, une couronne de feuilles sur la tête, qui amène le taureau par les cornes pour le sacrifier à Poséidon. Le fond est représenté par un temple. Cette fresque a probablement inspiré celle présente dans la Maison des Amours dorés.